# Crassigyrinus scoticus
Crassigyrinus scoticus ('capgròs gras escocès', en llatí) és una espècie de tetràpode que visqué al període Carbonífer en allò que avui en dia és Escòcia. És l'única espècie del gènere Crassigyrinus. C. scoticus posseïa un cos allargat, mesurant 1,5 metres aproximadament. Presentava unes extremitats molt reduïdes i un húmer de tan sols 35 mil·límetres.